# Ingenieure ohne Grenzen
Ingenieure ohne Grenzen e. V. ist eine gemeinnützige und unabhängige Organisation der Entwicklungszusammenarbeit. Der eingetragene Verein hilft sowohl durch Wissenstransferleistungen an andere Hilfsorganisationen und Bedürftige als auch vor Ort bei der Umsetzung von konkreten Hilfsprojekten.
Die Organisation unterstützt dort, wo technische Zusammenarbeit nötig und möglich ist, insbesondere durch die Versorgung der infrastrukturellen Grundbedürfnisse in den Bereichen Wasser, Strom und Sanitär. Dazu kommen Unterstützungsleistungen und Aufklärungsarbeit von Deutschland aus.
Der Verein besteht sowohl aus aktiven Ingenieuren aus den verschiedensten Bereichen sowie Architekten und Studenten des Ingenieurwesens, als auch aus aktiven Mitgliedern und Unterstützern anderer Berufe.

## Geschichte
Der Verein wurde im Jahre 2003 in Marburg gegründet, um eine Plattform zu schaffen, über die ingenieurwissenschaftliche Projekte in der Entwicklungszusammenarbeit umgesetzt werden können. Besonderer Fokus liegt dabei auf nachhaltigen Lösungen und dem Wissensaustausch mit Experten innerhalb und außerhalb des Vereins. Heute gibt es Regionalgruppen in über 30 Städten Deutschlands und fast 4000 Fördermitglieder. Der Verein führt für Mitglieder und interessierte Externe regelmäßig Schulungen und Workshops zu Themen der Entwicklungszusammenarbeit durch, in denen die Prinzipien nachhaltiger Entwicklungsarbeit anhand praktischer Beispiele aus den Projekten dargestellt werden.

## Organisation
Der Verein ist in Regionalgruppen organisiert, die über ganz Deutschland verteilt sind. Die überregionale Geschäftsstelle ist in Berlin im Haus der Demokratie und Menschenrechte angesiedelt, Regionalgruppen sind in Aachen, Berlin, Bielefeld,  Braunschweig, Bremen, Darmstadt, Dresden, Frankfurt, Freiburg, Hamburg, Hannover, Ilmenau, Jena, Kaiserslautern, Kassel, Kiel, Köln, Konstanz, Leipzig, Magdeburg, Mannheim, München, Münster, Nürnberg, Paderborn, Regensburg, Rostock, Ruhrgebiet, Stuttgart und Ulm zu finden. Außerdem bestehen überregionale Kompetenzgruppen zu den Fachbereichen erneuerbare Energien, Wasserversorgung, Brücken-/Hochbau, Sanitärversorgung und Interkulturelle Kommunikation/Ethnographie.
Experten des Vereins arbeiten unter anderem als Projektverantwortliche im Rahmen des Technischen Hilfswerks, Umweltprogramms der Vereinten Nationen und Consultingunternehmen.
Der Verein ist eingetragen beim internationalen Zusammenschluss der Engineers without Borders international, bei dem Erfahrungen und Kompetenzen aus mehr als 40 Ländern gebündelt werden.

## Grundsätze
Der Verein unterstützt Menschen, für die die Versorgung der infrastrukturellen Grundbedürfnisse durch Not oder Armut nicht vorhanden oder gefährdet ist, unabhängig ihrer Hautfarbe, Weltanschauung oder Religion.
Der Verein löst akute Probleme in den Bereichen Wasser-, Sanitär- und Energieversorgung sowie Brückenbau und verbessert durch die Sicherung der infrastrukturellen Grundversorgung die Lebensbedingungen der Menschen. Erfolgreiche Entwicklungszusammenarbeit bedeutet für Ingenieure ohne Grenzen, gemeinsam mit lokalen Partnern praktische und professionelle Lösungen für bestehende Probleme zu erarbeiten und als Projekte umzusetzen. Wirksame Unterstützung bedeutet, dass ein Projekt erst dann erfolgreich abgeschlossen ist, wenn es Menschen vor Ort selbständig weiterführen können – nach dem Prinzip Hilfe zur Selbsthilfe. Zudem sollen möglichst regional verfügbare Materialien verwendet und an lokale Bedingungen angepasst werden. Grundvoraussetzung ist dabei eine partnerschaftliche Zusammenarbeit auf Augenhöhe.

## Projekte
Der Verein betreibt technische Hilfeleistung vorrangig in den Bereichen Wasserversorgung, Sanitärversorgung, Erneuerbare Energien, Brücken- und Hochbau. Die Partnerländer befinden sich vor allem auf dem afrikanischen, asiatischen und dem lateinamerikanischen Kontinent. Projekte werden bei Ingenieure ohne Grenzen von Projektgruppen betreut, welche wiederum einer Regionalgruppe angehören.
Projekte sind grundsätzlich in vier Phasen aufgeteilt: Voranfrage, Erkundung, Durchführung und Evaluierung, wobei vor allem der Erkundung große Bedeutung beigemessen wird. Hierbei ist das Ziel, zusammen mit einer Partnerorganisation das Potenzial des Projektes in der jeweiligen Projektregion zu untersuchen. Um dem Grundsatz Hilfe zur Selbsthilfe gerecht zu werden, wird bei der Auswahl der Projekte darauf geachtet, dass die Menschen im Partnerland nicht nur hinter dem Projekt stehen, sondern auch bei der Durchführung beteiligt sind. Hierzu werden Projekte nur nach Bedarfen ausgerichtet, die von Organisationen oder Projektgruppen aus den Partnerländern angemeldet werden, es werden also keine Bedarfe von Ingenieure ohne Grenzen generiert.

## Finanzierung
Ingenieure ohne Grenzen e. V. finanziert sich durch Mitgliedsbeiträge, Spenden von Privatpersonen und Unternehmen sowie Stiftungsgelder. Die Einnahmen aus 2020 setzten sich dabei hauptsächlich zu 65 % aus gebundenen und freien Spenden, zu 23 % aus Mitgliedsbeiträgen und zu 8 % aus Stiftungen/Förderkörperschaften zusammen.

## Auszeichnungen
- „max40“-Preis des BDA für die Architektin des „Rising-Star-Schulgebäude für Hopley, Simbabwe“ Kristina Egbers in Zusammenarbeit mit Ingenieure ohne Grenzen e. V.[7]
- Balthasar-Neumann-Preis 2021 für das Projekt Initiative Rising Star – Schulgebäude für Hopley, Simbabwe[8]
- 2019: Sonderpreis – Deutscher Ziegelpreis für Schulgebäude, Harare
- Deutschland - Land der Ideen – Ausgewählter Ort 2018 für den Studentenwettbewerb „Ingenieure ohne Grenzen Challenge“[9]
- Enspire Award 2014 für das Projekt Entwicklung der WIL250 Kleinstwasserkraftanlage mit Pilotanwendung in Kamerun[10]
- Deutscher Engagementpreis 2013, Kategorie: Publikumspreis[11]
- Umweltpreis 2013 des BWK (Bund der Ingenieure für Wasserwirtschaft, Abfallwirtschaft und Kulturbau)[12]
- Ludwig-Metzger-Preis 2012 der Sparkasse Darmstadt für das Zisternenprojekt in Kenia[13]
- Deutschland – Land der Ideen – Ausgewählter Ort 2011: „Zisternen für Tansania“[14]
- Innovationspreis für Klima und Umwelt (IKU) 2011 in der Kategorie „Technologietransfer“[15]